# نورت وانتا (نیویورک)
نورت وانتا (به انگلیسی: North Wantagh) یک منطقهٔ مسکونی در ایالات متحده آمریکا است که در شهرستان نساو، نیویورک واقع شده‌است. نورت وانتا ۴٫۸ کیلومتر مربع مساحت و ۱۱٬۹۶۰ نفر جمعیت دارد و ۱۰ متر بالاتر از سطح دریا واقع شده‌است.